# 1166
Il 1166 (MCLXVI in numeri romani) è un anno  del XII secolo.

## Nati
- 29 luglio - Enrico II di Champagne, conte († 1197)
- 24 dicembre - Giovanni d'Inghilterra, re († 1216)
- Alberto di Lovanio, vescovo cattolico, cardinale e santo belga († 1192)
- Arnoldo I di Altena, nobile tedesco († 1205)
- Guglielmo di Warenne, nobile inglese († 1240)
- Oddone III di Borgogna, duca († 1218)
- Suleyman Shah, ottomano († 1227)
- Wansong Xingxiu, monaco buddista cinese († 1246)
- Abu al-Abbas al-Nabati, botanico, farmacista e teologo arabo († 1239)

## Morti
- 1º gennaio - Bulgaro, giurista italiano (n. 1085)
- 12 gennaio - Abd al-Qadir al-Gilani, mistico e santo persiano (n. 1078)
- 27 marzo - Umberto I da Pirovano, arcivescovo cattolico e politico italiano
- 9 aprile - Waleran de Beaumont, I conte di Worcester, nobile (n. 1104)
- 29 aprile - Giovanni V di Alessandria, vescovo cristiano orientale egiziano
- 7 maggio - Guglielmo I di Sicilia, sovrano (n. 1121)
- 18 ottobre - Enrico di Sandomierz, nobile polacco (n. 1131)
- 28 ottobre - Rainaldo di Collemezzo, abate e cardinale italiano
- 26 dicembre - 'Abd al-Karim al-Sam'ani, genealogista arabo (n. 1113)
- Gerlaco di Valkenburg, religioso olandese
- Muirchertach MacLochlainn, re irlandese
- Raimondo Berengario II di Provenza, conte (n. 1140)
- Ugo, giurista italiano
- Khwaja Ahmad Yasavi, poeta e mistico turco (n. 1106)
- Buono di Napoli, architetto e scultore italiano
- Fujiwara no Motozane, poeta giapponese (n. 1143)

## Calendario
| Calendario 1166 | Calendario 1166 | Calendario 1166 | Calendario 1166 | Calendario 1166 | Calendario 1166 | Calendario 1166 | Calendario 1166 | Calendario 1166 | Calendario 1166 | Calendario 1166 | Calendario 1166 | Calendario 1166 | Calendario 1166 | Calendario 1166 | Calendario 1166 | Calendario 1166 | Calendario 1166 | Calendario 1166 | Calendario 1166 | Calendario 1166 | Calendario 1166 | Calendario 1166 | Calendario 1166 | Calendario 1166 | Calendario 1166 | Calendario 1166 | Calendario 1166 | Calendario 1166 | Calendario 1166 | Calendario 1166 | Calendario 1166 | Calendario 1166 |
| --------------- | --------------- | --------------- | --------------- | --------------- | --------------- | --------------- | --------------- | --------------- | --------------- | --------------- | --------------- | --------------- | --------------- | --------------- | --------------- | --------------- | --------------- | --------------- | --------------- | --------------- | --------------- | --------------- | --------------- | --------------- | --------------- | --------------- | --------------- | --------------- | --------------- | --------------- | --------------- | --------------- |
|                 | 1               | 2               | 3               | 4               | 5               | 6               | 7               | 8               | 9               | 10              | 11              | 12              | 13              | 14              | 15              | 16              | 17              | 18              | 19              | 20              | 21              | 22              | 23              | 24              | 25              | 26              | 27              | 28              | 29              | 30              | 31              |                 |
| Gennaio         | Sa              | Do              | Lu              | Ma              | Me              | Gi              | Ve              | Sa              | Do              | Lu              | Ma              | Me              | Gi              | Ve              | Sa              | Do              | Lu              | Ma              | Me              | Gi              | Ve              | Sa              | Do              | Lu              | Ma              | Me              | Gi              | Ve              | Sa              | Do              | Lu              |                 |
| Febbraio        | Ma              | Me              | Gi              | Ve              | Sa              | Do              | Lu              | Ma              | Me              | Gi              | Ve              | Sa              | Do              | Lu              | Ma              | Me              | Gi              | Ve              | Sa              | Do              | Lu              | Ma              | Me              | Gi              | Ve              | Sa              | Do              | Lu              |                 |                 |                 |                 |
| Marzo           | Ma              | Me              | Gi              | Ve              | Sa              | Do              | Lu              | Ma              | Me              | Gi              | Ve              | Sa              | Do              | Lu              | Ma              | Me              | Gi              | Ve              | Sa              | Do              | Lu              | Ma              | Me              | Gi              | Ve              | Sa              | Do              | Lu              | Ma              | Me              | Gi              |                 |
| Aprile          | Ve              | Sa              | Do              | Lu              | Ma              | Me              | Gi              | Ve              | Sa              | Do              | Lu              | Ma              | Me              | Gi              | Ve              | Sa              | Do              | Lu              | Ma              | Me              | Gi              | Ve              | Sa              | Do              | Lu              | Ma              | Me              | Gi              | Ve              | Sa              |                 |                 |
| Maggio          | Do              | Lu              | Ma              | Me              | Gi              | Ve              | Sa              | Do              | Lu              | Ma              | Me              | Gi              | Ve              | Sa              | Do              | Lu              | Ma              | Me              | Gi              | Ve              | Sa              | Do              | Lu              | Ma              | Me              | Gi              | Ve              | Sa              | Do              | Lu              | Ma              |                 |
| Giugno          | Me              | Gi              | Ve              | Sa              | Do              | Lu              | Ma              | Me              | Gi              | Ve              | Sa              | Do              | Lu              | Ma              | Me              | Gi              | Ve              | Sa              | Do              | Lu              | Ma              | Me              | Gi              | Ve              | Sa              | Do              | Lu              | Ma              | Me              | Gi              |                 |                 |
| Luglio          | Ve              | Sa              | Do              | Lu              | Ma              | Me              | Gi              | Ve              | Sa              | Do              | Lu              | Ma              | Me              | Gi              | Ve              | Sa              | Do              | Lu              | Ma              | Me              | Gi              | Ve              | Sa              | Do              | Lu              | Ma              | Me              | Gi              | Ve              | Sa              | Do              |                 |
| Agosto          | Lu              | Ma              | Me              | Gi              | Ve              | Sa              | Do              | Lu              | Ma              | Me              | Gi              | Ve              | Sa              | Do              | Lu              | Ma              | Me              | Gi              | Ve              | Sa              | Do              | Lu              | Ma              | Me              | Gi              | Ve              | Sa              | Do              | Lu              | Ma              | Me              |                 |
| Settembre       | Gi              | Ve              | Sa              | Do              | Lu              | Ma              | Me              | Gi              | Ve              | Sa              | Do              | Lu              | Ma              | Me              | Gi              | Ve              | Sa              | Do              | Lu              | Ma              | Me              | Gi              | Ve              | Sa              | Do              | Lu              | Ma              | Me              | Gi              | Ve              |                 |                 |
| Ottobre         | Sa              | Do              | Lu              | Ma              | Me              | Gi              | Ve              | Sa              | Do              | Lu              | Ma              | Me              | Gi              | Ve              | Sa              | Do              | Lu              | Ma              | Me              | Gi              | Ve              | Sa              | Do              | Lu              | Ma              | Me              | Gi              | Ve              | Sa              | Do              | Lu              |                 |
| Novembre        | Ma              | Me              | Gi              | Ve              | Sa              | Do              | Lu              | Ma              | Me              | Gi              | Ve              | Sa              | Do              | Lu              | Ma              | Me              | Gi              | Ve              | Sa              | Do              | Lu              | Ma              | Me              | Gi              | Ve              | Sa              | Do              | Lu              | Ma              | Me              |                 |                 |
| Dicembre        | Gi              | Ve              | Sa              | Do              | Lu              | Ma              | Me              | Gi              | Ve              | Sa              | Do              | Lu              | Ma              | Me              | Gi              | Ve              | Sa              | Do              | Lu              | Ma              | Me              | Gi              | Ve              | Sa              | Do              | Lu              | Ma              | Me              | Gi              | Ve              | Sa              |                 |